# Кро-Сент-Анж, Селестен Эрнест
Селестен Эрнест Кро-Сент-Анж (фр. Célestin Ernest Cros-Saint-Ange; 11 сентября 1855, Кастр — 1919, Марсель) — французский виолончелист.
Учился в Тулузе, затем в Марселе у Огюста Тольбека и наконец в Парижской консерватории у Огюста Франкомма. Окончив курс в 1870 году, предпринял ряд гастрольных поездок, в том числе весьма успешную серию выступлений в Великобритании в 1872 году. Вернувшись во Францию, в 1882—1906 гг. играл в Оркестре концертного общества Парижской консерватории (с 1903 г. концертмейстер виолончелей). Одновременно выступал как ансамблист в струнных квартетах под руководством Жан-Пьера Морена (так называемое «Общество последних квартетов Бетховена») и Дельфена Аляра, а также (в 1903 г.) Люсьена Капе. В 1900—1917 гг. профессор Парижской консерватории; среди его учеников, в частности, Люсьенна Радисс.